# Spe salvi

Wappen Papst Benedikts XVI.

Spe Salvi (lat. „Auf Hoffnung hin (sind wir) gerettet“) ist die zweite Enzyklika von Papst Benedikt XVI. und setzt sich mit dem Begriff Hoffnung auseinander. Sie wurde am 30. November 2007 veröffentlicht.
Der überwiegend theologisch geprägte Text spannt sich von dem Brief des Paulus an die Römer über die Hoffnung der frühen Christen, den Kirchenvater Augustinus bis zu den neuzeitlichen Denkern. Das Leitthema Hoffnung, mit der sich Benedikt XVI. in dieser Enzyklika befasst, ist nach „Deus caritas est“ (Gott ist die Liebe) die zweite Enzyklika seiner (teilweise noch geplanten) Enzyklika-Trilogie über die drei göttlichen Tugenden Glaube – Hoffnung – Liebe.

## Inhalt der Enzyklika
Die Enzyklika wird in folgende Abschnitte gegliedert (Ziffern bezeichnen die Absatznummern):
- Einleitung (1)
- Glaube ist Hoffnung (2–3)
- Das Verständnis der Hoffnung des Glaubens im Neuen Testament und in der frühen Kirche (4–9)
- Ewiges Leben – was ist das? (10–12)
- Ist die christliche Hoffnung individualistisch? (13–23)
- Die wahre Gestalt der christlichen Hoffnung (24–31)
- Lern- und Übungsorte der Hoffnung

- I. Das Gebet als Schule der Hoffnung (32–34)
- II. Tun und Leiden als Lernorte der Hoffnung (35–40)
- III. Das Gericht als Lern- und Übungsort der Hoffnung (41–48)

- Maria, Stern der Hoffnung (49–50)

## Einleitung
„SPE SALVI facti sumus“  – „auf Hoffnung hin sind wir gerettet“, mit diesen Worten beginnt Papst Benedikt XVI. seine Enzyklika, wobei er sich als Ausgangspunkt den Brief Paulus an die Römer  (Röm 8,24 ) zu eigen macht: 

„Denn auf Hoffnung hin wurden wir gerettet; Hoffnung aber, die schon geschaut wird, ist nicht Hoffnung; denn was einer schaut, was soll er da noch hoffen?“

Der Papst will den Christen der Gegenwart seine Ansichten über essentielle Fragen um dieses Zentralwort biblischen Glaubens  darlegen: „Welcher Art ist denn diese Hoffnung, die es gestattet zu sagen, von ihr her und weil es sie gibt, seien wir erlöst? Und welcher Art Gewissheit gibt es da?“

## Tugenden und Wahrheit
Die Hoffnung als göttliche Tugend (neben Glaube und Liebe) sieht der Papst im biblischen Sinn als Vorwegnahme einer definitiven Erfüllung der menschlichen Sehnsucht in der Liebe Gottes. Die Kategorie des irdischen Fortschritts dürfe nicht mit der Erwartung des ewigen Lebens bei Gott verwechselt werden. Der Fortschritt müsse sein Maß an der Wahrheit vom sittlichen Guten nehmen, um wirklich menschlich zu sein.
Auch die christlichen Glaubenswahrheiten der Letzten Dinge (Tod und Gericht, Himmel, Hölle, Fegefeuer) sieht Benedikt als Prüfstein der christlichen Hoffnung. Wobei auch Karl Marx zitiert wird, allerdings mit Vorbehalt, da er die christliche Hoffnung säkularisiert und mit seiner Vorstellung eines erhofften Paradieses in der klassenlosen Gesellschaft zu ihrer Pervertierung in Inhumanität beigetragen habe.

## Neuzeit und Hoffnung
Der Papst wendet sich allgemein gegen die Umwandlung des christlichen Hoffnungsglaubens in der Neuzeit und setzt dabei auch wichtige gesellschaftspolitische Akzente. Er kritisiert Francis Bacons puren Glauben an den Fortschritt sowie an eine Erlösung durch Wissenschaft und Technik, die widersprüchliche Herrschaft von Vernunft und Freiheit in der französischen Revolution sowie den Marxismus, der den Menschen als Produkt ökonomischer Zustände ohne seine Freiheit, ohne sein Menschsein, behandelt und hoffnungslose Zerstörung brachte. Die Enzyklika betont, dass die wahre christliche Hoffnung – ähnlich, wie die Liebe Gottes – nicht individuell, sondern nur gemeinschaftlich erlebt werden könne. Der Papst misst dabei der Freiheit große Bedeutung bei, die „immer ein Miteinander von Freiheiten“ verlange, das aber nur dann gelinge, wenn die Menschen ein gemeinsames inneres Maß hätten. Es sei die Vernunft, die große Gottesgabe, stellt er fest, die mit Gott verbunden bleiben müsse, da Vernunft und Glaube, um ihre Aufgaben zu erfüllen, sich gegenseitig brauchten. „Nicht die Gesetze der Materie und der Evolution sind die letzte Instanz, sondern Verstand, Wille, Liebe - eine Person“, Gott mit menschlichem Angesicht, betont der Pontifex. Weil „die Freiheit immer auch Freiheit zum Bösen bleibt“, könne Fortschritt ohne moralische Verantwortung zur Bedrohung werden. Der Papst ist überzeugt, dass die besten gesellschaftlichen Strukturen sich nur dann bewähren können, wenn sie die freie Zustimmung der Menschen erhalten, und zieht davon die Konsequenz, dass die Strukturen nie zu einem perfekten Menschenreich des Guten werden könnten, da die Freiheit des Menschen dabei negiert wäre, und die Struktur so doch nicht gut wäre. „Die Freiheit muss immer neu für das Gute gewonnen werden“, plädiert das katholische Kirchenoberhaupt.
In den folgenden Abschnitten werden die Gedanken von Papst Benedikt XVI. ohne indirekte Rede zusammengefasst, damit sie in ihrer Originalität besser wiedergegeben werden können:

## Hoffnungsbegriffe
Die Enzyklika Spe salvi beleuchtet die verschiedenen Hoffnungsbegriffe. Jeder Mensch hat und braucht Hoffnungen, auch alltägliche. Das Fundament der größten Hoffnung kann aber nur Gott sein, der sich in Jesus als Liebe gezeigt hat: „Seine Liebe allein gibt uns die Möglichkeit, in aller Nüchternheit immer wieder in einer ihrem Wesen nach unvollkommenen Welt standzuhalten, ohne den Elan der Hoffnung zu verlieren.“ Die biblische Hoffnung auf das Reich Gottes bedeutet nicht nur das geahnte und im tiefsten erwartete ewige Leben, sie betrifft auch die Gegenwart: „sein Reich ist da, wo er geliebt wird und wo seine Liebe bei uns ankommt“. In Keimform ist die erhoffte Zukunft durch den Glauben also bereits da. Die gegenwärtige Wirklichkeit der Zukunft wird somit ein „Beweis“ (Hypostase) für die künftige Wirklichkeit, dass es ein Leben nach dem Tod in der unendlichen Liebe Gottes geben muss. Die Hoffnung bekommt dadurch Gewissheit, die positive Realität der Zukunft wirkt wiederum auf die Gegenwart zurück: das Leben erhält wirklichen Sinn, seine Mühsamkeiten werden ertragbar, „so daß wir uns erlöst wissen durch die Hoffnung, die sie bedeutet.“ So kann das Evangelium Jesu Christi, die frohe Botschaft über die Erlösung des Menschen, die Rettung der Seele von der Endgültigkeit des Todes, nicht nur „informativ“, sondern „performativ“ (verändernd) wirken: „Wer Hoffnung hat, lebt anders; ihm ist ein neues Leben geschenkt worden.“

## Ewiges Leben
Man sollte versuchen, sich das ewige Leben bei Gott nicht als einen endlosen Tageswechsel vorstellen, sondern wie einen erfüllten Zustand ohne Zeitlichkeit, „in dem uns das Ganze umfängt und wir das Ganze umfangen“, wie ein „Augenblick des Eintauchens in den Ozean der unendlichen Liebe“, der „das Leben im vollen Sinn ist“.

## Lichter der Hoffnung
Menschen, die anderen Weg und Ziel des sinnvollen, wirklichen Lebens zeigen, sind unentbehrliche irdische „Lichter der Hoffnung“, ihr Wirken ist auch „ein Beweis, dass das Kommende, die Verheißung Christi, nicht nur Erwartung, sondern wirkliche Gegenwart“ und verlässliche Hoffnung ist: „Gott hat sich in Christus gezeigt. Er hat uns schon die „Substanz“ (Hypostase) des Kommenden mitgeteilt, und so erhält das Warten auf Gott eine neue Gewissheit.“ Lebenswege von Heiligen verdeutlichen in der Enzyklika, wie die Begegnung mit Jesus und so mit der Hoffnung, das Leben der Glaubenden ändern und dadurch die Entwicklung und Gestaltung der Welt beeinflussen kann. „Das Christentum hatte keine sozialrevolutionäre Botschaft gebracht“, vielmehr ist ein Ziel des christlichen Glaubens „der Sieg der Vernunft über die Unvernunft“. Die Relativierung der Bedeutung  von materiellem Besitz (hyparchonta) gegenüber Besitz des Glaubens (hyparxin) als Existenzbasis bringt den Glaubenden keinen Zwang, sondern Freiheit der Hoffnung und ein Reichtum, das niemand wegnehmen kann. Ein frühchristliches Beispiel verdeutlicht, wie die gemeinsame Hoffnung eine Gesellschaft von innen her ändern kann, auch wenn die äußeren Strukturen gleich bleiben, wie die zwischenmenschlichen Beziehungen  auch bei unterschiedlichem gesellschaftlichen Status der Einzelnen in der Sorge um die Schwachen und Leidenden brüderlich und schwesterlich werden können: „Hoffnung im christlichen Sinn ist immer auch Hoffnung für die anderen.“

## Praxis christlichen Hoffens
Das längere Kapitel „Lern- und Übungsorte der Hoffnung“ analysiert die Praxis christlichen Hoffens. Das Gebet, als persönliche und gemeinschaftliche Begegnung mit Gott ist auch eine innere Reinigung, weckt das Gewissen, man erkennt sich dabei und wird für die große Hoffnung fähig. Gott kann uns immer zuhören und bei unseren alltäglichen Hoffnungen helfen. „Der Betende ist nie ganz allein“ – ein Satz, der an das Motto des Bayernbesuchs von Papst Benedikt erinnert: „Wer glaubt, ist nie allein“. Das Reich Gottes ist Geschenk, wir können es mit unserem Tun nicht „bauen“, trotzdem ist das rechte Tun immer ein Stück Vollzug der Hoffnung. Und auch wenn alle unsere alltägliche Hoffnungen unerfüllt bleiben, gibt die große Hoffnung Mut für unser weiteres Tun, „uns auf die Seite des Guten zu stellen, auch wo es aussichtslos scheint“. Die Fähigkeit, das Leid zu ertragen, Leiden mit anderen, für andere, aus Liebe, oder um der Wahrheit und Gerechtigkeit willen, ist nicht nur ein Maß der Humanität, sie hängt unmittelbar „an der Weise und an dem Maß der Hoffnung, die wir in uns tragen und auf die wir bauen“ – dies wird uns von Heiligen am deutlichsten gezeigt.

## Hoffnung auf Gerechtigkeit
Das Letzte Gericht (Jüngste Gericht) ist das Richten der Verstorbenen durch Gott. Der Atheismus des 19. und 20. Jahrhunderts hat auf Grund Ungerechtigkeiten der Geschichte, jedoch bei grausamster Selbstgerechtigkeit, die Existenz Gottes verneint. Andere haben das Rechtschaffen Gottes in Frage gestellt. Die Passionsgeschichte Jesu gibt aber die Hoffnungsgewissheit, dass  Gott Gerechtigkeit schafft, und zwar „auf eine Weise, die wir nicht erdenken können und die wir doch im Glauben ahnen dürfen“:  durch die Auferstehung der Toten wird  vergangenes Leid gut gemacht, Recht hergestellt. „Daher ist der Glaube an das Letzte Gericht zuallererst und zuallermeist Hoffnung“.  Die Sehnsucht der Menschen nach unsterblicher Liebe ist zwar wichtiger Grund christlicher Hoffnung, die Sehnsucht nach universeller Gerechtigkeit, wo Unrecht der Geschichte nicht das letzte Wort sei, ist jedoch das stärkste Argument für den Glauben an den wiederkehrenden Christus und das ewige Leben.
„Die Gerechtigkeit des Letzten Gerichtes ist ein Ineinander von Strafe und Gnade.“ Schuldhaftes wird schmerzhaft bestraft, in dem vernichtenden aber gleichzeitig rettenden Fegefeuer – es ist vielleicht Jesus selbst – verbrannt. Es ist ein seliger Schmerz dabei, durch den der gereinigte Mensch für die ewige Liebe Gottes bewahrt wird, wenn er wenigstens eine kleine innere Ecke für Jesus offen hält. Es sind auch Menschen, die in ihrem „Leben“ nur Hass getragen und die Liebe in sich restlos ausgerottet haben, an denen nichts mehr zu heilen ist – „manche Gestalten gerade unserer Geschichte lassen in erschreckender Weise solche Profile erkennen“. Ein Zustand des unwiderruflich zerstörten Guten: „Das ist es, was mit dem Wort Hölle bezeichnet wird“.

## Hoffnung und Rettung
Das Letzte Gericht ist keine Drohung, auch wenn es früher ikonographisch oft so dargestellt wurde (auch die Verbildlichungen des Himmels bleiben weit von dem entfernt, was er im Glauben verkörpert), sondern vielmehr eine positive Motivationsquelle. Gerade das Voranschauen auf das künftige Richten hat dem Christentum seine Gegenwart formende Kraft gegeben – als moralischer Maßstab, Forderung des Gewissens und Hoffnung auf Gottes Gerechtigkeit. Ein Kerngedanke in populärer Form schließt das Praxis-Kapitel: „Als Christen sollten wir uns nie nur fragen: Wie kann ich mich selber retten? Sondern auch: Wie kann ich dienen, damit andere gerettet werden und daß anderen der Stern der Hoffnung aufgeht? Dann habe ich am meisten auch für meine eigene Rettung getan.“

## Mariengebet
Ein langes Gebet an „Maria, Stern der Hoffnung“ bildet das letzte Kapitel der gedankenreichen und auch „performativen“ Enzyklika des Papstes. 

„Heilige Maria, Mutter Gottes, unsere Mutter, lehre uns mit dir glauben und hoffen und lieben. Zeige uns den Weg zu seinem Reich. Stern des Meeres, leuchte uns und führe uns auf unserem Weg!“

## Zitate
- „Zur menschlichen Existenz gehört das Leiden ebenso wie das Tun.“
- „Wir wissen, dass es diesen Gott gibt und dass daher die Macht in der Welt da ist, die die ‚Schuld der Welt wegnimmt‘ (Joh 1,29).“
- „Gerade wo Menschen im Versuch der Leidvermeidung sich allem zu entziehen suchen, was Leid bedeuten könnte (...), treiben sie in ein leeres Leben hinein, in dem es vielleicht kaum Schmerz, um so mehr aber das dumpfe Gefühl der Sinnlosigkeit und der Verlorenheit gibt.“

### Originaltext
- Vatikan: Deutscher Text der Enzyklika
- Deutsche Bischofskonferenz: Deutscher Text der Enzyklika mit Inhaltsverzeichnis und Seitenangaben (PDF-Datei; 227 kB)
- Kath.net: Deutscher Text der Enzyklika
- Vatikan: Text der Enzyklika in anderen Sprachen:  Englisch, Französisch, Italienisch, Lateinisch, Niederländisch, Polnisch, Portugiesisch, Spanisch

### Würdigungen
- Würdigung von Karl Kardinal Lehmann, Vorsitzender der Deutschen Bischofskonferenz: „Eine große Ermutigung im Zeichen der christlichen Hoffnung“
- Nicht-amtliche Zusammenfassung der Deutschen Bischofskonferenz
- Würdigung von Jürgen Erbacher, ZDF: „Papst: Hoffnung stirbt eben nicht zuletzt“
- Kritische Reaktion von Umberto Eco, ORF: „Religion, Atheismus und Gewalt“
- Essay über die päpstliche Enzyklika von Lothar Struck, Glanz@Elend: „Der Himmel ist nicht leer“